# .219 Donaldson Wasp
Набій .219 Donaldson Wasp було розроблено наприкінці 1930-х Гарві Дональдсоном на базі гільзи набою .219 Zipper. Гільзи формували з гільз .25-35 Winchester, .30-30 Winchester та .22 Savage Hi-Power. Він швидко став популярним стендових стрільців, оскільки 70-80% стрільців вигравали з ним. Поява набою .222 Remington призвела до зникнення набою .219 Donaldson Wasp, хоча він є цікавим для любителів ручного перезаряджання набоїв.